# روتستاون (أوهايو)
روتستاون هي مدينة في ولاية أوهايو في الولايات المتحدة الأمريكية.